# جوزيف بيريس جون
جوزيف بيريس جون (بالسلوفاكية: Jozef Béreš ml.)‏ مواليد 4 أكتوبر 1984، هو سائق راليات سلوفاكي. بدأ مسيرته في سنة 2003. كان أول رالي له هو رالي السويد 2003. تنافس في بطولة العالم للراليات.